# Niedriges Veilchen
Das Niedrige Veilchen (Viola pumila), auch als Zwerg-Veilchen oder Wiesen-Veilchen bezeichnet, ist eine Pflanzenart aus der Gattung Veilchen (Viola) innerhalb der Familie der Veilchengewächse (Violaceae).

## Beschreibung

### Vegetative Merkmale
Das Niedrige Veilchen wächst als ausdauernde krautige Pflanze und erreicht Wuchshöhen von 5 bis 20 Zentimetern. Der aufrechte Stängel ist meist verzweigt und gänzlich kahl.
Alle Laubblätter sind wechselständig am Stängel angeordnet und in Blattstiel sowie -spreite gegliedert. Die Blattstiele sind 1 bis 3 Zentimeter lang und deutlich geflügelt. Die einfache Blattspreite ist bei einer Länge von 2,5 bis 6 Zentimetern sowie einer Breite von 0,8 bis 1,2 Zentimetern etwa drei- bis fünfmal so lang wie breit und ei- bis schmal-lanzettlich. Der Spreitengrund ist keilförmig verschmälert, die Spreitenspitze ist gerundet oder spitz und der Blattrand ringsherum fein gekerbt. Die Nebenblätter sind bei einer Länge von bis zu 4 Zentimetern sowie einer Breite von etwa 4 Millimetern schmal-lanzettlich. Die mittleren sind so lang, die oberen länger als die Blattstiele.

### Generative Merkmale
Die Blütezeit liegt vorwiegend im Mai und Juni. Die Blüten befinden sich einzeln in den Blattachseln. Die Blütenstiele sind 3 bis 8 Zentimetern lang. Die Vorblätter befinden sich oberhalb der Mitte des Blütenstiels. Die Blüten duften nicht.
Die zwittrige Blüte ist bei einer Länge von 1,5 bis 2 Zentimetern zygomorph und fünfzählig mit doppelter Blütenhülle. Die Kelchblätter sind lanzettlich, spitz und besitzen quadratische Anhängsel. Die Kronblätter sind länglich-eiförmig, blassviolett gefärbt und dunkel geadert. Das untere Kronblatt besitzt mit dem Sporn eine Länge von 10 bis 16 Millimetern, der Sporn selbst ist 2 bis 3 Millimeter lang, grünlichgelb und überragt die Kelchanhängsel kaum. Der Griffelschnabel ist aufwärts gerichtet und kahl.
Die Kapselfrucht ist länglich-eiförmig und länger als der Kelch. Die Samen weisen eine Länge von 1,7 bis 1,9 Millimetern auf.
Die Chromosomenzahl beträgt 2n = 40.

## Vorkommen und Gefährdung
Viola pumila kommt im gemäßigten Gebieten Europas bis Westsibirien vor. Das Hauptverbreitungsgebiet befindet sich in den Steppenregionen der ungarischen Tiefebene, Osteuropas und Westsibiriens. Das Niedrige Veilchen kommt in Mitteleuropa sehr selten vor. Es gibt Fundortangaben für Deutschland, Österreich, die Schweiz, Italien, Frankreich, in Polen, Ungarn, Tschechien, die Slowakei, Kroatien, Serbien, Bulgarien, Rumänien, die Ukraine, Moldau, Belarus, Estland, Lettland, Litauen, Russland, Kasachstan, Usbekistan, Tadschikistan, Kirgisistan und Turkmenistan.
Das Niedrige Veilchen wächst in Mitteleuropa auf Moorwiesen. In Mitteleuropa gedeiht es meist auf feuchten, nährstoffreichen, kalkarmen und humosen Böden. Es ist in Mitteleuropa eine Charakterart des Verbands Cnidion. Das Niedrige Veilchen steigt bei Gap in den Seealpen bis in eine Höhenlage von 1200 Metern auf.
An Standorten, an denen auch das Graben-Veilchen (Viola stagnina) vorkommt, ist auch die Hybride Viola stagnina × Viola pumila (= Viola ×gotlandica) beobachtet worden. Dieser Bastard, der in allem zwischen den Elternteilen steht, ist unter anderem aus Unterfranken (Bayern) bekannt.
Vielerorts, wie in Österreich und der Schweiz, ist das Niedrige Veilchen „vom Aussterben bedroht“. Das Niedrige Veilchen ist in Deutschland sehr selten und insbesondere in den Stromtälern des Rheins, der Donau, der Elbe und der Oder zu finden. In der Roten Liste der gefährdeten Pflanzenarten Deutschlands nach Menzing et al. 2018 ist Viola pumila in der Kategorie 2 als „stark gefährdet“ eingestuft.
Die ökologischen Zeigerwerte nach Landolt et al. 2010 sind in der Schweiz: Feuchtezahl F = 3+w+ (feucht aber stark wechselnd), Lichtzahl L = 4 (hell), Reaktionszahl R = 3 (schwach sauer bis neutral), Temperaturzahl T = 3+ (unter-montan und ober-kollin), Nährstoffzahl N = 2 (nährstoffarm), Kontinentalitätszahl K = 3 (subozeanisch bis subkontinental), Salztoleranz 1 = tolerant.

## Taxonomie
Die Erstveröffentlichung von Viola pumila erfolgte 1785 durch Dominique Chaix in Plantae Vapincenses, S. 35 und es erfolgte eine Veröffentlichung in Dominique Villars: Histoire des plantes du Dauphiné, Volume 1, 1786, S. 339. Die Publikation von Chaix ging der von Villars um 1 Jahr voraus.